# Leadgitarrist
Ein Leadgitarrist, Melodie- oder Sologitarrist  ist vor allem in der Rockmusik, aber auch im Jazz verbreitet.

## Geschichte
Während in Jazz-Orchestern der 30er Jahre Gitarristen eher selten auftraten und in der Regel nur als Rhythmusgitarristen eine Rolle einnahmen, änderte sich dies im Jazz mit dem Aufkommen der E-Gitarre und deren größerer Durchsetzungsfähigkeit. Insbesondere auch in der Rock-’n’-Roll-Musik der 50er Jahre trat der Bandgitarrist oft in markanten solistischen Passagen eines Stücks hervor. In der Pop-Musik der 60er Jahre, vor allem in Beat-Gruppen, waren in vielen Bands zwei Gitarristen vorhanden. Dabei war die Rollenaufteilung meist so, dass einer der beiden Gitarristen die Melodiegitarre mit solistischen Liedteilen übernahm und der andere die Rhythmusgitarre. Es gibt auch Bands mit zwei Leadgitarristen wie beispielsweise Wishbone Ash.
Neben den eigentlichen Soli, die entweder improvisiert oder arrangiert sind, führt der Leadgitarrist gewöhnlich die Melodie, während der Rhythmusgitarrist die rhythmische Begleitung übernimmt. Das Instrument des Leadgitarristen ist meist eine E-Gitarre, unterstützt von diversen elektronischen Effektgeräten.

## Einige bekannte Leadgitarristen
- Duane Allman (Allman Brothers Band)
- Jeff Beck (Yardbirds, Jeff Beck Group)
- Ritchie Blackmore (Deep Purple, Rainbow, Blackmore’s Night)
- Eric Clapton (The Yardbirds, Cream)
- The Edge (U2)
- David Gilmour (Pink Floyd)
- Kirk Hammett (Metallica)
- George Harrison (The Beatles)
- Jimi Hendrix
- Mark Knopfler (Dire Straits)
- Alvin Lee (Ten Years After)
- Steve Lukather (Toto)
- Brian May (Queen)
- Jimmy Page (Yardbirds, Led Zeppelin, The Firm)
- Carlos Santana (Santana Blues Band)
- Slash (Guns N’ Roses)
- Eddie Van Halen (Van Halen)
- Angus Young (AC/DC)